# Populärwissenschaftliche Literatur
Als populärwissenschaftliche Literatur gilt Literatur, die wissenschaftliche Themen für einen möglichst großen Personenkreis verständlich und unterhaltend vermitteln soll.

## Merkmale populärwissenschaftlicher Literatur
Populärwissenschaftliche Literatur zielt nicht auf Wissenschaftler, sondern auf interessierte Laien ab. Aufbau, Form, Stil und meist auch wissenschaftliches Niveau sind dementsprechend anders als bei wissenschaftlichen Publikationen. Oft sind auch Kinder oder Jugendliche Zielgruppe. Eine konkrete „Populärwissenschaft“ gibt es nicht. Bei den Verfassern handelt es sich in der Regel um Texte von Wissenschaftlern oder Wissenschaftsjournalisten, die auf Informationen aus wissenschaftlichen, an ein spezialisiertes Fachpublikum gerichteten Texten mit komplexen und daher für fachfremde Laien eher schwer zu verstehenden Inhalten beruhen.
Auf die Methoden des wissenschaftlichen Arbeitens und die Verwendung wissenschaftlicher Termini wird weitgehend verzichtet. Üblicherweise werden Sachverhalte ohne Prüfung und vollständige Angabe von Quellen dargestellt. Häufig werden die Publikationen in einem journalistischen Schreibstil und weniger in wissenschaftlichem Schreibstil verfasst. Sie sind daher in wissenschaftlichen Arbeiten nur eingeschränkt zitierfähig.
Die Verfasser bemühen sich in der Regel, den Forschungsstand des jeweiligen Themas ohne Anwendung der in den Wissenschaften üblichen Fachsprache zu vereinfachen und allgemeinverständlich zu vermitteln, nicht aber eigene oder neue Ergebnisse zu präsentieren.
Auf den üblichen Apparat wissenschaftlicher Arbeiten wie z. B. Fußnoten, weitere Formen von Anmerkungen, ausführliche Bibliografien und (mit Ausnahmen) Literaturangaben wird in populärwissenschaftlichen Arbeiten verzichtet, weil diese Merkmale eher in der fachinternen wissenschaftlichen Kommunikation gefordert sind, jedoch Wissenschaftsexterne eher ablehnend darauf reagieren.
Da die Texte sich an ein fachfremdes (Laien-)Publikum richten, ist es wichtig, ein Verständnis über verschiedene Änderungen zu ermöglichen; andernfalls können zu komplexe Inhalte die Laien abschrecken. So wird die Informationsfülle einer populärwissenschaftlichen Arbeit im Vergleich zu der zugrundeliegenden wissenschaftlichen Arbeit reduziert – etwa, indem auf Informationen über die Forschenden, Forschungsgruppen und -stätten verzichtet bzw. diese unspezifisch gehalten werden. Weiterhin erfolgt – vor allem wenn von naturwissenschaftlichen Originalarbeiten ausgehend – eine Reduktion der (Mess-)Ergebnisse von Experimenten; die Ergebnisse werden lediglich kurz zusammengefasst. Ebenfalls sinkt die Informationsdichte von einer wissenschaftlichen Originalarbeit, in der die Informationen stark verdichtet und verknappt dargestellt sind, hin zu einer populärwissenschaftlichen, indem den Informationen, die nicht weggekürzt worden sind, durch andere, ein Verständnis unterstützende und veranschauliche Informationen ergänzt werden. Syntax und Struktur können mehr Variationen aufweisen als die eines wissenschaftlichen Textes, der nach einem standardisierten Muster geschrieben wird. Weitze und Heckel sehen folgende vier Hauptmerkmale der Verständlichkeit:
- Einfachheit durch kurze Wörter und Sätze mit einfachem Aufbau und konkreten Beispielen;
- einfache Anordnung und Gliederung der Gedanken, etwa durch Absätze, die Sinnzusammenhänge verdeutlichen, und der Anordnung der Informationen nach ihrer Bedeutung (d. h.: das Wichtigste zu Beginn eines Satzes);
- kurze und prägnante Schreibweise durch den Einsatz von Verben und den Verzicht auf Substantivierungen und unnötigen Ausschweifungen;
- bildhafte Sprache und visuelle Darstellungsmittel wie Bilder und Grafiken sollen zusätzlich anregen.[3]

## Geschichte
Zu den Wegbereitern für die Popularisierung im technischen Bereich zählt Johann Beckmann (1739–1811), der im 19. Jahrhundert die „Allgemeine Technologie“ entwickelte, um technische Allgemeinbildung zu verbreiten, die auch im Alltag nützlich angewendet werden konnte, unter anderem in Beyträge zur Geschichte der Erfindungen (5 Bände, Leipzig 1783–1805). Zum Aufschwung der populärwissenschaftlichen Literatur trug insbesondere die Industrialisierung im 19. Jahrhundert bei.
Im Bereich der Naturphilosophie und Physik gab es seit Beginn der Aufklärung einzelne Schriften, die wegen ihres allgemeinverständlichen Stils außerordentliche Popularität genossen. Das sind, um nur die zwei einflussreichsten Werke zu nennen, René Descartes‘ Principia Philosophiae von 1644, ein Vorgängerwerk der Aufklärung von dem Philosophen, der die populäre Darstellung auch als Anzeichen für die Klarheit des Wissens methodisch forderte; und Leonhard Eulers Lettres à une princesse d’Allemagne (1768 und 1772). 
Erstgenannte Schrift enthält gewissermaßen die Summe der Cartesischen Philosophie. Sie war zwar ursprünglich auf Latein verfasst worden, da sie wohl für die akademische Lehre gedacht war. Mit der Übersetzung durch Descartes‘ Freund Abbé François Picot ins Französische, bereits im Jahre 1647 unter dem Titel Les Principes de la Philosophie, erlangte das Werk diejenige außerordentliche Popularität, die mit der Übersetzung auch erhofft wurde: 

« […] qu’elle me fait esperer qu’ils seront leus par plus de personnes en François qu’en Latin, & qu’ils seront mieux entendus. »

„[…] dass  sie [die Übersetzung] mich hoffen lässt, dass das Buch von mehr Leuten französisch als lateinisch wird gelesen und verstanden werden.“

Eulers Lettres zählen bis heute zu den erfolgreichsten wissenschaftlichen und philosophischen Popularisierungen überhaupt und sind ein Hauptdokument der Aufklärung. Bis Anfang des 20. Jahrhunderts hat das Werk bereits 111 verschiedene Ausgaben erhalten.
Das Buch Volksnaturlehre zur Dämpfung des Aberglaubens von Johann Heinrich Helmuth (erstmals 1786 erschienen) ist eines der ersten im populärwissenschaftlichen Stil geschriebenen Bücher. Es war aufgrund seiner vielfältigen und unterhaltsamen Inhalte sehr gefragt und erschien bis 1853 in insgesamt 15 Auflagen. Es sollte wissenschaftliche Grundkenntnisse in vielen Bereichen vermitteln, um den von Unwissenheit lebenden Aberglauben zu bekämpfen.
Zu den ersten Zeitschriften in Massenauflage, die sich auch mit der Vermittlung von Wissenschaft befassten, zählen Chambers’s Edinburgh Journal (Edinburgh, 1832–1956) und The Penny Magazine (London, 1832–1845). Das Pfennig-Magazin (Leipzig, 1833–1855) und die kurze Zeit danach gegründete Gartenlaube (Leipzig ab 1853) waren Vorreiter des Genres auf dem deutschsprachigen Markt.

## Bedeutende Autoren und ihre populärwissenschaftlichen Werke

### Archäologie
- C. W. Ceram: Götter, Gräber und Gelehrte

### Biologie
- Alfred Edmund Brehm: Brehms Tierleben
- Richard Dawkins: The Selfish Gene, The Extended Phenotype, The Blind Watchmaker, The Greatest Show on Earth
- Konrad Lorenz: Das sogenannte Böse

### Geschichte
- Andrew Knoll: Die kürzeste Geschichte der Erde: Das Geheimnis unserer Welt vom Big Bang bis in die Gegenwart einfach erklärt. Das perfekte Geschenk für Einsteiger und Geografie-Nerds
- Stefan Zweig: Sternstunden der Menschheit

### Mathematik/Informatik
- Douglas R. Hofstadter: Gödel, Escher, Bach – An Eternal Golden Braid
- Richard Courant, Herbert Robbins, Was ist Mathematik?
- Simon Singh: Fermat’s Last Theorem, The Code Book u. a.
- Ian Stewart: Die Welt als Zahl u. a.

### Philosophie
- Ludwig Büchner: Kraft und Stoff
- Leonhard Euler: Briefe an eine deutsche Prinzessin
- Richard David Precht: Wer bin ich – und wenn ja, wie viele?
- Hans Joachim Störig: Kleine Weltgeschichte der Philosophie

### Physik
- Émilie du Châtelet, Voltaire Éléments de la philosophie de Newton
- Brian Cox: The Quantum Universe u. a.
- Hoimar von Ditfurth: Im Anfang war der Wasserstoff u. a.
- René Descartes: Principia Philosophiae
- Leonhard Euler: Briefe an eine deutsche Prinzessin
- Bernard le Bovier de Fontenelle: Dialogen über die Mehrheit der Welten (Originaltitel: Entretiens sur la Pluralité des Mondes)
- Stephen Hawking: A Brief History of Time, The Universe in a Nutshell, The Grand Design u. a.
- Michio Kaku: Die Physik der Zukunft: Unser Leben in 100 Jahren
- Lawrence Krauss: A Universe from Nothing u. a.
- Wilhelm Ostwald: Die Energie, Leipzig 1908 – Internet Archive
- Jacques Rohault: Traité de Physique
- Otto Ule: Physikalische Bilder, Die Wunder der Sternenwelt, Populäre Naturlehre u. a.
- Siehe auch Populärastronomie

## Populärwissenschaftliche Zeitschriften (Auswahl)
Mit hohen Auflagen sind diese Zeitschriften auch an einem gewöhnlichen Kiosk erhältlich und werden ebenfalls zur populärwissenschaftlichen Literatur gezählt:
- Archäologie in Deutschland
- Bild der Wissenschaft
- DAMALS
- GEO
- Katapult
- natur+kosmos
- National Geographic
- New Scientist
- P.M. Magazin
- Psychologie Heute
- Public History Weekly
- Spektrum der Wissenschaft
- Welt der Wunder